# Świechocin (wieś w województwie lubuskim)
Świechocin – wieś sołecka w zachodniej Polsce położona w województwie lubuskim, w powiecie międzyrzeckim, w gminie Pszczew.

## Historia
Miejscowość pierwotnie związana była z Wielkopolską. Ma metrykę średniowieczną i istnieje co najmniej od XV wieku. Wymieniona po raz pierwszy w 1475 pod nazwą Swyrkoczino, 1508 Szwychoczino, 1538 Swychoczyno, Szwychoczyno, 1563 Swichoczini, 1564 Swichoczin, 1577 Swiechoczin, 1580 Swięchoczin.
Miejscowość była wsią kościelną w kluczu Pszczew należącą do biskupów poznańskich. W 1475 leżała w powiecie poznańskim Korony Królestwa Polskiego. W 1508 należała do parafii Pszczew.
Miejscowość wspominały również historyczne dokumenty podatkowe. W 1475 wymieniona została w wykazie zaległości podatkowych. W 1538 Świechocin odbił ciążę (czyli nie dopuścił do egzekucji wyroku sądowego) nakładającego na wieś 14 grzywien kary za niezapłacenie poboru podatkowego. W 1564 we wsi odnotowano 9 łanów osiadłych, 4 łany opuszczone oraz dwa łany należące do sołtysa. W sumie miejscowość liczyła 15 łanów, z których pobrano: z każdego łanu osiadłego pobrano płatność po 24 grosze czynszu oraz jedną ćwierć owsa, 2 koguty i 15 jaj. Natomiast z łanów opustoszałych, które oddawane są w dzierżawę kmieciom siedzącym na łanach osiadłych, płacony jest tylko czynsz w wysokości 24 groszy. Sołtys płacił 2 zł i 24 skudy, karczmarz od karczmy dawał 24 grosze oraz opłata od przywożonego piwa zwaną stawne. W sumie dochód ze Świechocina wyniósł wówczas 8 grzywien, 10 groszy, 9 ćwiertni owsa, 20 kogutów, dwie kopy plus 15 sztuk jaj (czyli w sumie 135 jaj). W latach 1508–1509 odnotowano pobór od 12 półłanków osiadłych, 6 groszy od karczmy, a w 1509 ponadto sołtys zapłacił od jednego łana. W 1563 miał miejsce pobór od 5 łanów osiadłych, jednego łana sołtysiego oraz karczmy dorocznej. W 1580 odbył się pobór ze wsi od 7 łanów osiadłych, dwóch zagrodników i 3 komorników.
W 1580 wieś duchowna Święchoczin, własność biskupa poznańskiego, położona była w powiecie poznańskim województwa poznańskiego w Rzeczypospolitej Obojga Narodów.
W wyniku II rozbioru Rzeczypospolitej w 1793, miejscowość przeszła w posiadanie Prus i jak cała Wielkopolska znalazła się w zaborze pruskim.
W okresie międzywojennym miejscowość znajdowała się w granicach II Rzeczypospolitej blisko granicy polsko-niemieckiej. W miejscowości stacjonował komisariat Straży Granicznej i placówka I linii SG „Świechocin”. W latach 1975–1998 miejscowość administracyjnie należała do województwa gorzowskiego.

## Wieża widokowa
Na północny wschód od wsi stoi wieża widokowa. Ma ona drewnianą konstrukcję, liczy sześć kondygnacji i ma wysokość całkowitą 18,66 metra. Najwyższa platforma widokowa znajduje się na wysokości 14,40 metra.